# Видо, Маттео
Маттео Видо (итал. Matteo Vido, 11.01.1847 г. — 18.09.1924 г.) — католический прелат, архиепископ Наксоса, Андроса, Тиноса и Миконоса с 9 марта 1915 года по 3 июля 1919 год.

## Биография
Маттео Видо родился 11 января 1847 года.
9 марта 1915 года Римский папа Бенедикт XV назначил Маттео Видо епископом Тиноса и Миконоса.
3 июля 1919 года Римский папа Бенедикт XV выпустил бреве Quae rei sacrae, которым объединил епархии Наксоса, Андроса, Тиноса и Миконоса в единую архиепархию Наксоса, Андроса, Тиноса и Миконоса, и Маттео Видо стал архиепископом этой архиепархии.
18 сентября 1924 года Маттео Видо скончался.